# Pseudagapostemon joergenseni
Pseudagapostemon joergenseni är en biart som först beskrevs av Heinrich Friese 1908.  Pseudagapostemon joergenseni ingår i släktet Pseudagapostemon och familjen vägbin. Inga underarter finns listade i Catalogue of Life.